# Wah Wah (album)
Wah Wah è il sesto album in studio del gruppo musicale inglese James, pubblicato nel 1994.

## Tracce
1. Hammer Strings – 2:15
2. Pressure's On – 4:25
3. Jam J – 3:36
4. Frequency Dip – 3:33
5. Lay the Law Down – 0:57
6. Burn the Cat – 6:50
7. Maria – 4:17
8. Low Clouds (1) – 0:18
9. Building a Fire – 2:45
10. Gospel Oak – 2:49
11. DVV – 1:04
12. Say Say Something – 5:41
13. Rhythmic Dreams – 2:36
14. Dead Man – 0:56
15. Rain Whistling – 2:46
16. Basic Brian – 5:41
17. Low Clouds (2) – 0:04
18. Bottom of the Well – 3:16
19. Honest Joe – 4:39
20. Arabic Agony – 3:57
21. Tomorrow – 2:29
22. Laughter – 0:31
23. Sayonara – 2:41